# Nydeggbrücke

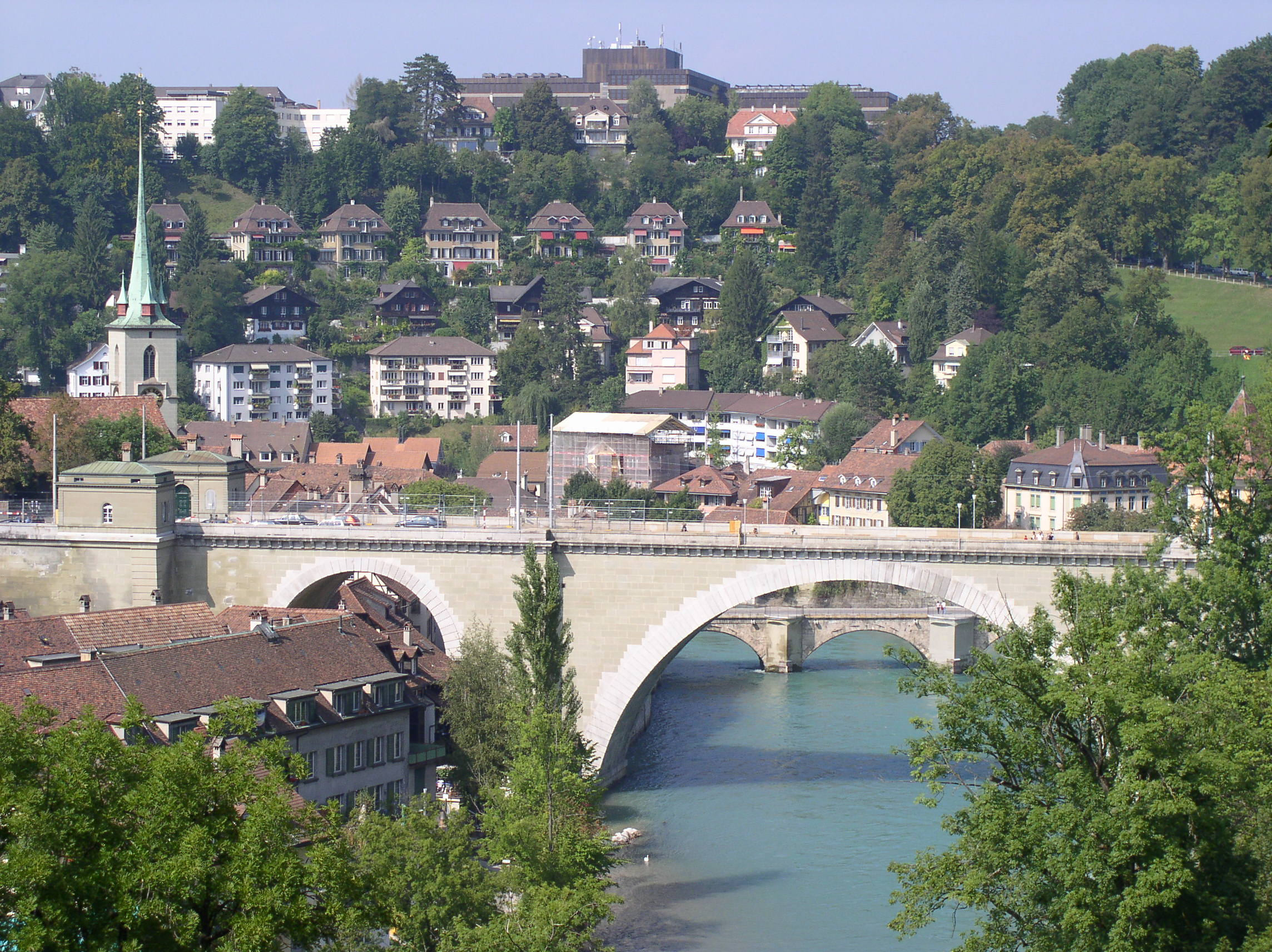
Nydeggbrücke mit Untertorbrücke

Berner Altstadt mit Nydeggbrücke 1844, kurz vor der Fertigstellung, Lithografie nach einer Daguerreotypie von Franziska Möllinger

Die Nydeggbrücke [ˈnidɛk] verbindet die Gegend der Nydeggkirche in der Altstadt von Bern mit dem gegenüberliegenden Ufer der Aare beim Bärengraben.

## Lage und Erstellung
Mit dem zunehmenden Waren- und Reiseverkehr zu Beginn des 19. Jahrhunderts sollte in Bern eine Hochbrücke gebaut werden, welche die grossen Steigungen von und zu der Stadt durch den Aaregraben eliminieren oder reduzieren würde. Um den geeigneten Standort entbrannte ein heftiger Streit, der schliesslich zugunsten der unteren Altstadt, bei der Nydegg, entschieden wurde.
Nachdem der Projektvorschlag privater Initianten verworfen worden war, beauftragte die Burgergemeinde Bern 1836 vier ausländische Brückenexperten (Donegani, Jaquiné, Mosca und Negrelli) mit Gutachten und liess basierend darauf den Architekten Joseph Ferry Pläne ausarbeiten. Diese wurden durch die unterdessen gebildete Brückenbaugesellschaft mehrmals abgeändert und 1840 vom Projektleiter Rudolf von Wurstemberger nochmals überarbeitet. Das Projekt erfuhr sogar während der Bauzeit nach mehreren Projektänderungen und ‑verbesserungen nochmals substantielle Anpassungen.
Die Brücke wurde zwischen September 1840 und November 1844 in vierjähriger Bauzeit durch den Urner Bauunternehmer Karl Emanuel Müller (den Erbauer der zweiten Teufelsbrücke über die Schöllenenschlucht am Gotthard) errichtet. Nachdem die zu Beginn durch Hochwasser der Aare fast unüberwindlichen Schwierigkeiten gemeistert waren, kamen die Bauarbeiten rasch voran, und am 15. September 1843 wurde unter Kanonendonner der Schlussstein des grossen Bogens eingesetzt. Am 23. November 1844 fand die feierliche Eröffnung statt.
Die Brücke war von Anfang an umstritten, vor allem, weil sie die Steigungen nur teilweise aufhob und sowohl auf der Stadtseite wie auch auf der Landseite immer noch bedeutende Höhendifferenzen zu überwinden waren. Steigungen stellten für die damaligen Pferdefuhrwerke eine viel grössere Behinderung dar als für den heutigen motorisierten Verkehr.
Die gemäss kantonaler und eidgenössischer Konzession erhobenen Brückenzölle blieben stets weit unter den Erwartungen und bereiteten, zusammen mit den Kostenüberschreitungen, der Brückenbaugesellschaft grosse Finanzprobleme. Sie konnten letztlich erst mit der Aufhebung der Brückenzölle am 1. März 1853 und der Abfindung der Aktionäre mit 70 % ihrer Einlage gelöst werden.

## Ausmasse

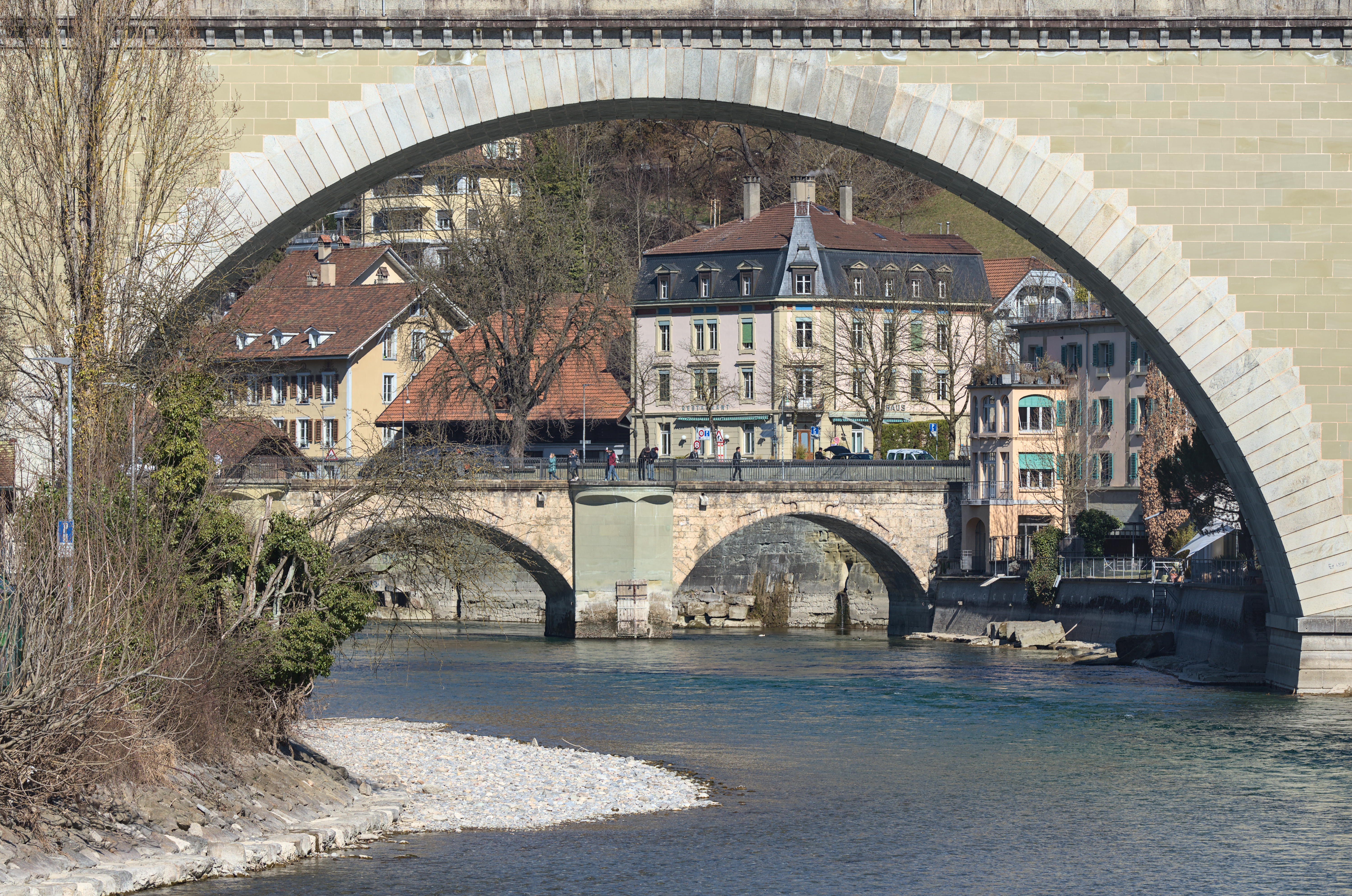
Hauptbogen der Nydeggbrücke über der Aare mit deutlich tiefer verlaufender Untertorbrücke im Hintergrund

Die Nydeggbrücke ist insgesamt zirka 200 Meter lang, wobei das Mittelstück zwischen den als Zollhäusern geplanten Pavillons 124,3 Meter misst. Die Spannweite des Hauptbogens über der Aare misst knapp 46 Meter und gehört damit zu den grössten Spannweiten von Natursteinbrücken überhaupt, diejenige der beiden Seitenbogen misst 16,5 Meter. Die Brückenbreite beträgt an den Zufahrten 25,2 Meter, über den Seitenbogen 15,6 Meter und über der Aare 12,2 Meter.